# Serra (Tomar)
Serra is een plaats (freguesia) in de Portugese gemeente Tomar en telt 1299 inwoners (2001).